# 浜口司
浜口 司（はまぐち つかさ、1971年4月14日 - ）は、日本のボーカリスト、ミュージシャン。大阪府泉大津市出身。血液型O型。現在活動停止中のKIX-Sのボーカリスト、女優。

## 来歴
- 1991年 - 安宅美春とKIX-Sを結成。楽曲の作詞とボーカルを担当。
- 1998年 - ミュージカルRENTにミミ役で出演。その後、KIX-S活動休止。
- 1999年 - tsukasaに改名、ソロ活動を開始。
- 2001年 - 1月に「flower voice scene.2」（表参道FAB）に出演。2月にエイベックスから初のソロマキシシングルOVER THE FUTUREを発売。3月に六本木ヴェルファーレで「PIA SUPER LIVE GROOVE vol.5」に出演。7月から毎週土曜日FM YOKOHAMAで、レギュラー番組「UNDER TUNES」のパーソナリティーを担当。12月に2枚目のマキシシングルGUTTERを発売。
- 2002年 - 1月に「RENT Gala」コンサートに出演。同年8月に「2nd HARD ROCK SUMMIT IN CITTA'」に出演。同年「Out Of Order」（横浜ランドマークホール）に出演。同年11月「華岡青洲の妻」に出演。
- 2003年 - 1月に「HARD ROCK SUMMIT SPECIAL IN OSAKA」in なんばHatchに出演。6月に「Stamp On The Heart step.5」（表参道FAB）に出演。7月に「Out Of Order」（横浜ランドマークホール）に出演。
- 2004年 - 安宅美春とKIX-S再開の形でK-SEEDを結成。12月「アニたま Live」at EAST Vol.2にソロで出演。
- 2008年 -新宿・東京厚生年金会館大ホールGENERATIONS vol.4に出演。
- 2009年 8月7日（金）～9月27日（日）東宝ミュージカル「ブラッド・ブラザース」ミセス・ジョンストン役。主演・武田真治・岡田浩暉・鈴木あみ・tsukasa
- 2010年 東宝ミュージカル「ブラッド・ブラザース」ミセス・ジョンストン役。
- 2013年 4月2日（火）フジテレビ『芸能人最強アカペラ王者決定戦ハモネプ☆スターリーグ』伝説のロッカー軍団 「THE露津区巣」として、久宝留理子、サンプラザ中野くん、ダイアモンド☆ユカイ、高橋ジョージ、寺田恵子と共に出演。
- 2013年 10月8日（火）フジテレビ『芸能人最強アカペラ王者決定戦ハモネプ☆スターリーグ』出演。

## ディスコグラフィー

### シングル
- 「OVER THE FUTURE」（2001年2月7日・Cutting edge）
- 「GUTTER」（2001年12月5日・Cutting edge）

### オムニバス
- 『ROYAL STRAIGHT SOUL』(1991年1月10日・Rhizome/BMGビクター)M-9「Stop! In The Name Of Love」[1]
- 『ROYAL STRAIGHT SOUL III Vol.2 Red Lovers』(1992年7月22日・Rhizome/BMGビクター)M-11「I SAY A LITTLE PRAYER」[2]